# Bitty McLean
Pour les articles homonymes, voir McLean.
Delroy Easton McLean, dit Bitty McLean, né le 8 août 1972 à Birmingham, en Grande-Bretagne, est un chanteur de reggae, producteur et ingénieur du son britannique.

## Biographie
Bitty McLean naît le 8 août 1972 à Birmingham. Après avoir suivi des cours d'ingénierie du son, McLean collabore avec le groupe de reggae UB40, d'abord comme ingénieur du son, puis comme producteur et comme chanteur occasionnel. En parallèle, il travaille à ses propres enregistrements. Sa reprise de la chanson de Fats Domino It Keeps Rainin' (Tears from my Eyes) atteint la seconde place des charts britanniques le 4 septembre 1993,. 

## Discographie

### Albums
- 1994 : Just to let you know…
- 1995 : Natural High
- 2003 : Soul To Soul
- 2007 : Made In Jamaica
- 2009 : Movin' On
- 2013 : The Taxi Sessions

#### Collaboration avec d'autres artistes
- 2001: Justin featuring Bitty Mclean — The Dreaming Kind
- 2004 : Bitty Mclean & The Supersonics — On Bond Street Kgn. JA.
- 2017 : Peckings Brothers, Bitty Mclean, Sly & Robbie — Bond Street Dub Mix
- 2018 : Bitty McLean, Sly & Robbie — Love Restart
- 2022 : Bitty McLean, Sly & Robbie — Forward